# Gwladys Épangue
Gwladys Épangue (Clichy-la-Garenne, 15 de agosto de 1983) é uma taekwondista francesa, medalhista olímpica.

## Carreira
Gwladys Épangue competiu nos Jogos Olímpicos de 2004 e 2008, na qual conquistou a medalha de bronze, em 2008.
Após não competir em Londres, ela voltou na Rio 2016, mas não medalhou.